# Tsuru
Tsuru (都留市, Tsuru-shi?) è una città giapponese della prefettura di Yamanashi.